# Риме
Риме (тиб. རིས་མེད་, Вайли  ris med, «не имеющее уклона», «несектантское») — обновленческое движение в тибетском буддизме, выступающее против сектантства и стремления обеспечить превосходство отдельных направлений буддизма, вместо этого стремящееся к возрождению всех учительских традиций (ньингма, сакья, кагью), а также к формированию беспристрастного отношения ко всем учениям, в том числе небуддистской религии бон. Сложилось в XIX веке в Восточном Тибете и нашло выражение в проповеднической деятельности, а также в письменных трудах ряда выдающихся учителей: Джамьянга Кхьенце Вангпо, Джамгона Конгтрула, Чогьюра Дэчен Лингпу, Мипама Гьяцо. Одна из особенностей обучения этими мастерами состояла в возрождении интереса к индийским источникам тибетского буддизма в качестве единой основы.

## Подход Риме
Большинство буддологов характеризует Риме как «эклектичное движение», хотя существует иная точка зрения, в соответствии с которой движение Риме не эклектично, а универсально и многосторонне. Рингу Тулку, один из наиболее известных представителей Риме, делает особый акцент на том, что основатели движения не считали его новым учением. Это просто подход, предоставляющий свободу выбора, которая существовала на протяжении всей истории тибетского буддизма. Теоретические и практические элементы различных школы и линий передачи использовались кармапами, далай-ламами, главами линии передачи сакья, видными представителями школ ньингма и кагью, а также Чже Цонкапой.
Намкай Норбу в своей книге "Три пути освобождения" пишет: "Бытует мнение, что несколько учителей из Восточного Тибета, в числе которых были Джамьянг Кьенце Вангпо и Джамгон Конгтрул, положили начало традиции, называемой риме. Риме значит «несектарная». Однако на самом деле никто не основывал такой школы. Никогда не существовало ни одного монастыря риме. На самом деле эти учителя были практиками Дзогчена. Джамьянг Кьенце Вангпо принадлежал к традиции сакья, а Джамгон Конгтрул — к традиции кагью. Они были великими знатоками своих традиций, но не видели никаких причин для споров между школами и учили своих учеников соответственно этому подходу. Вот почему многих из этих учителей позднее стали называть последователями риме. На самом деле никто из них не изобретал ничего нового, потому что риме — это лишь результат фундаментального понимания Дзогчена".

## Основатели Риме
Основателями движения Риме были Джамьянг Кхьенце Вангпо и Джамгон Конгтрул, которые принадлежали к различным школам (эпитеты Джамьянг и Джамгон указывают на то, что они считаются эманациями Манджушри). Джамгон Конгтрул представлял традиции ньингма и кагью, а Джамьянг Кхьенце — сакья. В их время школы тибетского буддизма были крайне изолированы, поэтому Джамгон Конгтрул и Джамьянг Кхьенце стремились к активизации диалога между различными линиями.
Движение Риме стало известно в тибетской истории в момент, когда религиозный климат стал в высшей степени нетерпимым. Цель движения состояла в том, чтобы «привести на нейтральную полосу, где разнообразные взгляды и методы различных традиций ценились бы за их индивидуальный взгляд, а не отвергались, маргинализировались или запрещались». Многие учения различных школ оказались на грани исчезновения, и движение постаралось их сохранить. При этом движение Риме не смешивало их, а признавала индивидуальную неприкосновенность каждого учения.
Движение возникло в условиях нарастающего доминирования линии передачи гелуг. В XVII столетии взгляды и политика гелуг возобладали в Тибете, а другие линии передачи утратили свои позиции. В начале своего существования движение Риме почти не включало учителей линии гелуг и временами подвергало критике взгляды гелуг. Профессор Дрейфус полагает, что эта критика была направлена не на углубление раскола, а на поддержку миноритарных школ, которые были маргинализированы властвовавшей школой гелуг. Тем не менее, для комментариев ранних авторов Риме характерна критика доктрины гелугпа.

## Движение Риме в наши дни
В XX столетии движение добилось больших успехов, которые выразились в том, что распространение учений и передачи между различными школами и линиями передачи стали общепринятой нормой среди многих монахов, лам, йогов, а также практикующих мирян. Это произошло благодаря усилиям многих держателей линий передач и духовных лидеров, таких как: Далай-лама XIII, Далай-лама XIV, Кармапы XV и XVI,
Сакья Тридзин и Дуджом Ринпоче. Все эти деятели придерживались того же «эклектичного» подхода, что и Далай-лама V, «который стёр грани между традициями»:
На Западе, где бок о бок существует множество различных буддистских традиций, необходимо быть постоянно начеку из-за опасности сектантства. Такое настороженное отношение часто возникает из-за недостатка понимания или неправильной оценки всего, что находится за рамками собственной традиции. Поэтому учителя всех школ могли бы принести неоценимую помощь путём изучения и использования практического опыта, накопленного в учениях других традиций.
В России действует Центр Риме, основанный Беру Кхьенце Ринпоче и Чоки Нима Ринпоче.